# استونی ریور (آلاسکا)
استونی ریور (به انگلیسی: Stony River) شهری در ناحیه سرشماری بتل، آلاسکا ایالت آلاسکا است که جمعیت آن در سرشماری سال ۲۰۰۰ میلادی ۶۱ نفر بوده‌است.